# Vanadomalayaïta
La vanadomalayaïta és un mineral de la classe dels silicats, que pertany al grup de la titanita. Rep el seu nom pel seu contingut en vanadi i per la seva relació amb la malayaïta.

## Característiques
La vanadomalayaïta és un silicat de fórmula química CaV4+(SiO₄)O. Va ser aprovada com a espècie vàlida per l'Associació Mineralògica Internacional l'any 1993. Cristal·litza en el sistema monoclínic. La seva duresa a l'escala de Mohs és 6. És l'anlaèlg amb vanadi (V4+) de la titanita i la malayaïta.
Segons la classificació de Nickel-Strunz, la vanadomalayaïta pertany a «09.AG: Estructures de nesosilicats (tetraedres aïllats) amb anions addicionals; cations en coordinació > [6] +- [6]» juntament amb els següents minerals: abswurmbachita, braunita, neltnerita, braunita-II, långbanita, malayaïta, titanita, natrotitanita, cerita-(Ce), cerita-(La), aluminocerita-(Ce), trimounsita-(Y), yftisita-(Y), sitinakita, kittatinnyita, natisita, paranatisita, törnebohmita-(Ce), törnebohmita-(La), kuliokita-(Y), chantalita, mozartita, vuagnatita, hatrurita, jasmundita, afwillita, bultfonteinita, zoltaiïta i tranquillityita.

## Formació i jaciments
Va ser descoberta a la mina Valgraveglia, a Reppia, al municipi de Ne, que es troba a la província de Gènova, a Ligúria, Itàlia. Es tracta de l'únic indret on ha estat trobada aquesta espècie mineral.